# كريستوبال مونتورو
كريستوبال مونتورو (من مواليد 28 يوليو 1950، كامبيل) سياسي إسباني. هو عضو في حزب الشعب الإسباني. شغل منصب وزير المالية والإدارات العامة لإسبانيا من 22 ديسمبر 2011 حتى 1 يونيو 2018، عندما أدى تصويت بحجب الثقة عن ماريانو راخوي إلى الإطاحة بحكومته. تمت إعادة هيكلة وزارته في عام 2016 وتم إسناد مسؤوليات الإدارة العامة إلى نائب الرئيس. تم تغيير اسم المكتب إلى وزير المالية والخدمة المدنية.
كان عضوًا في البرلمان الأوروبي عن حزب الشعب، وهو جزء من حزب الشعب الأوروبي وعضوًا في لجنة البرلمان الأوروبي للشؤون الاقتصادية والنقدية. يمثل مدريد في الكونجرس الإسباني منذ عام 1993.
كان بديلاً عن لجنة الميزانيات، وعضوًا في الوفد للعلاقات مع دول مجموعة دول الأنديز وبديل عن الوفد إلى الجمعية البرلمانية المشتركة بين دول أفريقيا والكاريبي والمحيط الهادئ والاتحاد الأوروبي.
عيّنه خوسيه ماريا أزنار وزيراً للمالية في أبريل 2000، لكنه اضطر إلى ترك المنصب في أبريل 2004 عندما خسر حزبه الانتخابات.